# Kermesiet
Het mineraal kermesiet (ook: antimoonblende) is een antimoon-sulfide, met de chemische formule Sb2S2O. Kermesietkristallen zijn rood en bezitten een trikliene structuur. Ze komen meestal voor als staafvormige eenheden (columnair) of naaldvormige, uitwaaierende eenheden (veervormig aciculair), die veel lijken op hydromagnesiet. Kermesiet is het resultaat van een gedeeltelijke oxidatie tussen stibniet en andere antimoonhoudende mineralen, zoals valentiniet en stibicontiet.
Het mineraal is noch magnetisch, noch radioactief.

## Naamgeving en ontdekking
De naam is afkomstig uit het Perzisch: qurmizq betekent krimson, verwijzend naar de typische donkerrode kleur van het mineraal. Het werd in 1843 ontdekt in de Neue Hoffnung Gottes, een mijn nabij Bräunsdorf in Saksen (Duitsland).